# Chrášťany (okres Rakovník)
Chrášťany (Duits: Kroschau - 1939-1945: Kraschau) is een Tsjechische gemeente in de regio Midden-Bohemen en maakt deel uit van het district Rakovník. Het dorp ligt op 6 km afstand van de stad Rakovník.
Chrášťany telt 677 inwoners (2023).

## Geografie
De gemeente Chrášt'any bestaat uit twee dorpen:
- Chrášt'any;
- Nový Dvůr.

Qua parochie valt Chrášt'any onder de Rooms-Katholieke parochie van Petrovice en Nový Dvůr valt onder die van Rakovník.

## Etymologie
De naam houdt verband met het Oud-Tsjechische woord chrást, wat schors of kleine houtachtige groei betekent.

## Geschiedenis

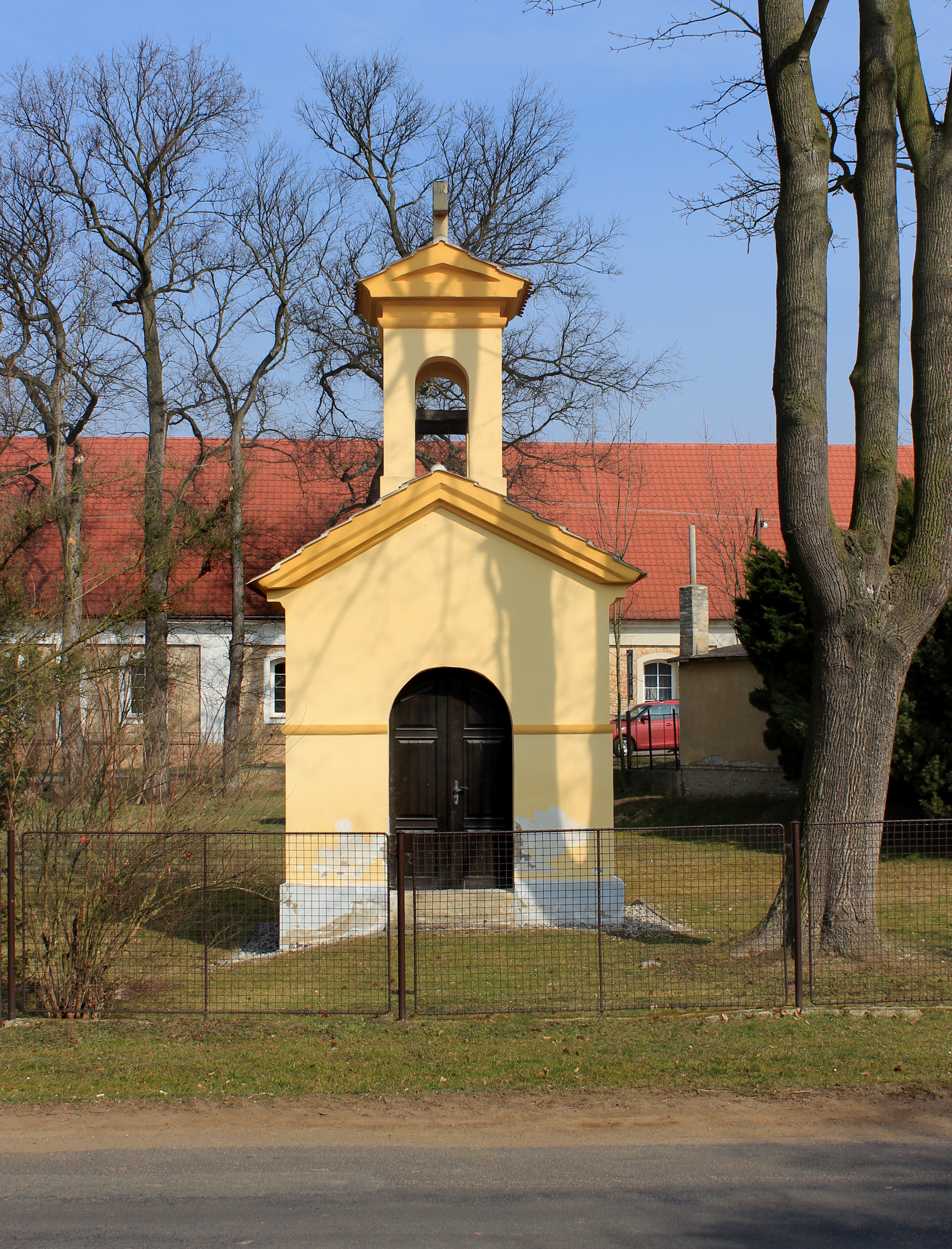
Kapel op het dorpsplein

De eerste schriftelijke vermelding van het dorp dateert van 1295 (Unka de Kraschan). Er is een volksverhaal over de stichting van het dorp. Daarin wordt verteld over een ridder die door het gebied van het huidige dorp trok en werd aangevallen door bandieten. De ridder ontsnapte en verstopte zich ergens in het bos, waardoor hij ze van zich af kon schudden. Vervolgens liet hij ter plaatse een kapel bouwen, welke later herbouwd is en nu in het oostelijke deel van het dorp staat.
In 1883 werd een vrijwillig brandweerkorps opgericht.
Sinds 2003 is Chrášťany een zelfstandige gemeente binnen het district Rakovník.

## Bezienswaardigheden
- Standbeeld van Sint Alois bij het dorpsplein;
- Standbeeld van Sint Johannes van Nepomuk;
- Zuil met standbeeld van Sint Isidore op het dorpsplein;
- Zuil met standbeeld van Sint Procopius bij de begraafplaats ten zuiden van het dorp.

## Verkeer en vervoer

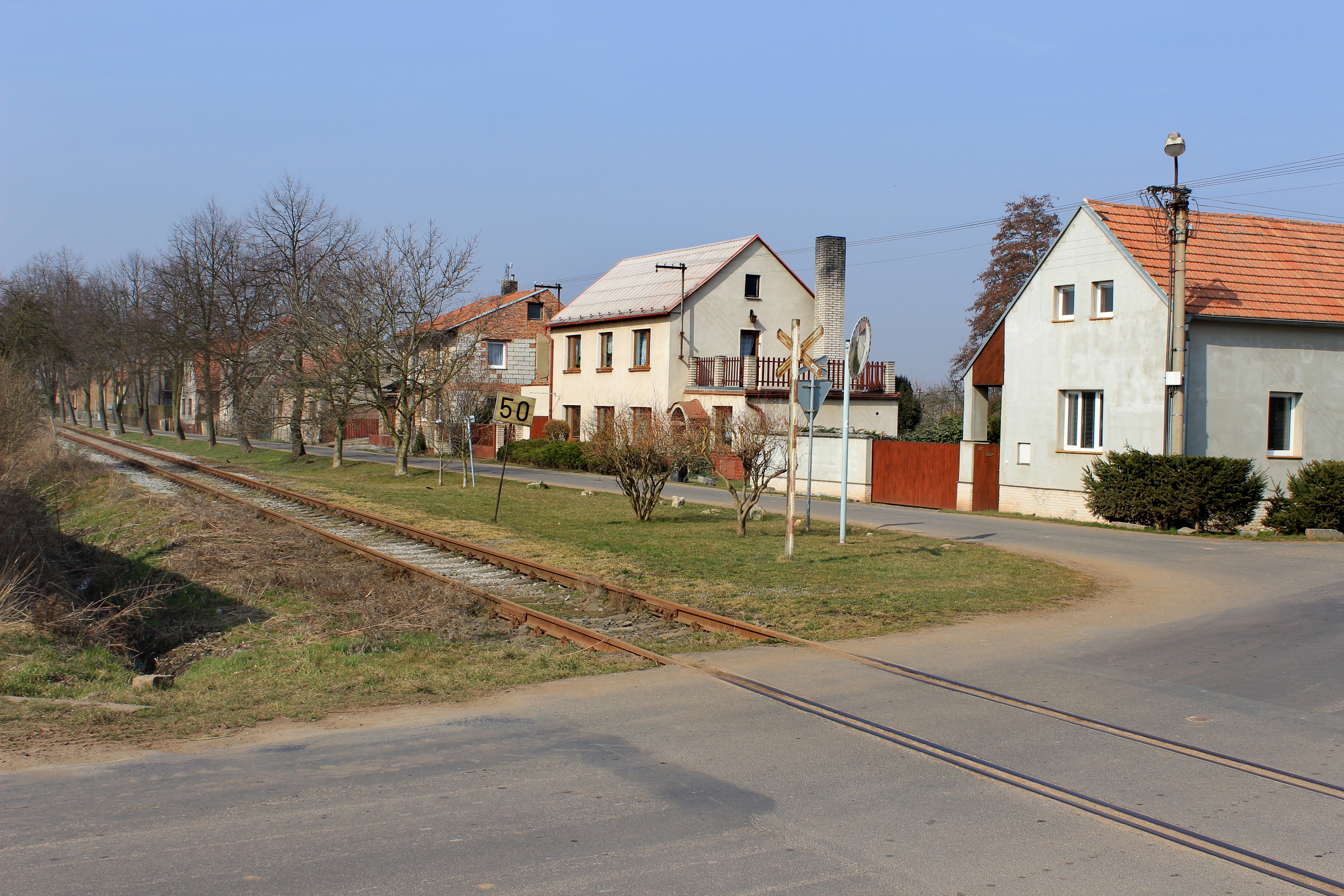
Overweg in voormalige spoorlijn 125 (2015)

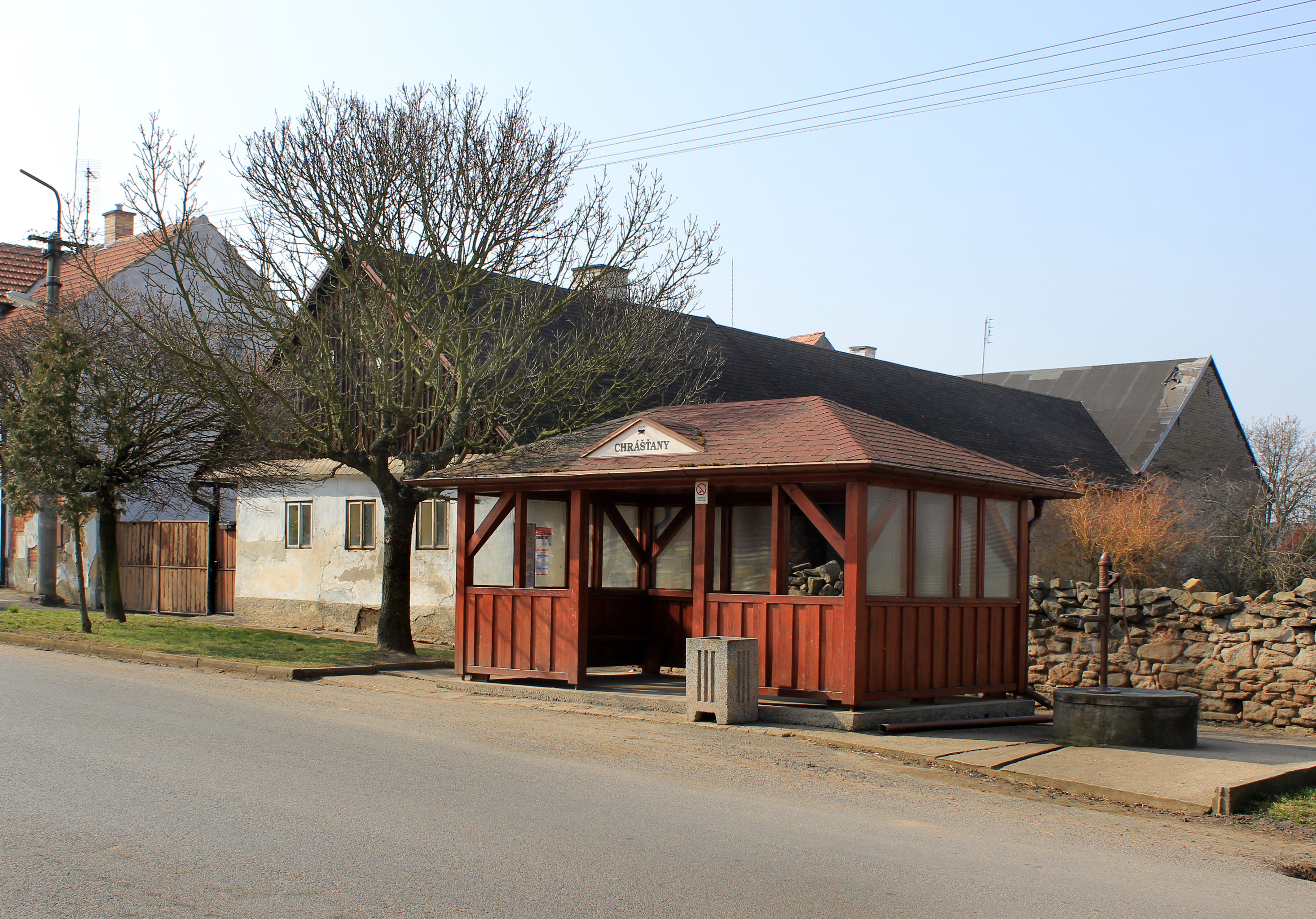
Bushalte in het dorp (2015)

### Autowegen
Er leiden diverse regionale wegen naar het dorp. Op 2,5 km afstand, ten noorden van het dorp, ligt de weg I/6 van Praag naar Karlsbad.

### Spoorlijnen
Station Chrášt'any ligt op de kruising van spoorlijn 125 (Lužná -) Krupá - Kolešovice en spoorlijn 126 Most - Louny - Rakovník. Lijn 125 is een enkelsporige regionale lijn waarop het vervoer in 1883 begon, maar sinds december 2006 geen regulier vervoer meer kent. Lijn 126 is eveneens een enkelsporige nationale lijn waarop de dienst in 1904 begon. Er stoppen 10 treinen per dag in Chrášťany.

### Buslijnen
Vanuit het dorp rijden buslijnen naar Kolešov, Mutějovice, Podbořany en Rakovník.
Alle lijnen worden geëxploiteerd door Transdev Střední Čechy.

## Geboren in
- Rudolf Treybal, landbouwonderwijzer, landbouwkundige en Boheems politicus[5];
- Josef Donát, ondernemer[6];
- Slávka Vuletič-Donátová, dochter van Josef Donát, zakenvrouw en mechanisch ingenieur[7];
- Václav Donát, zoon van Josef Donát, Tsjechoslowaaks politicus[8].

## Galerij

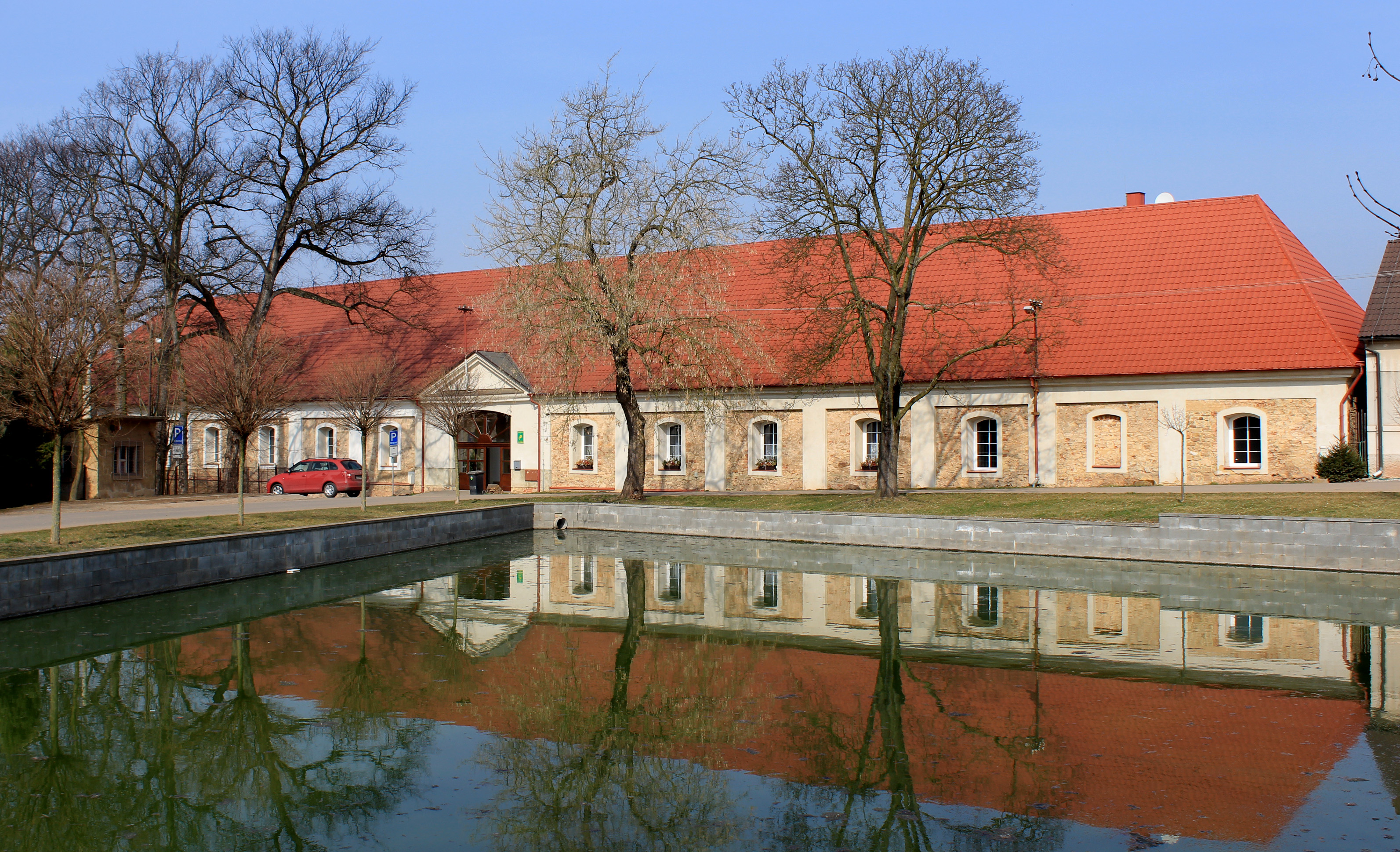
Oude boerderij in Chrášťany
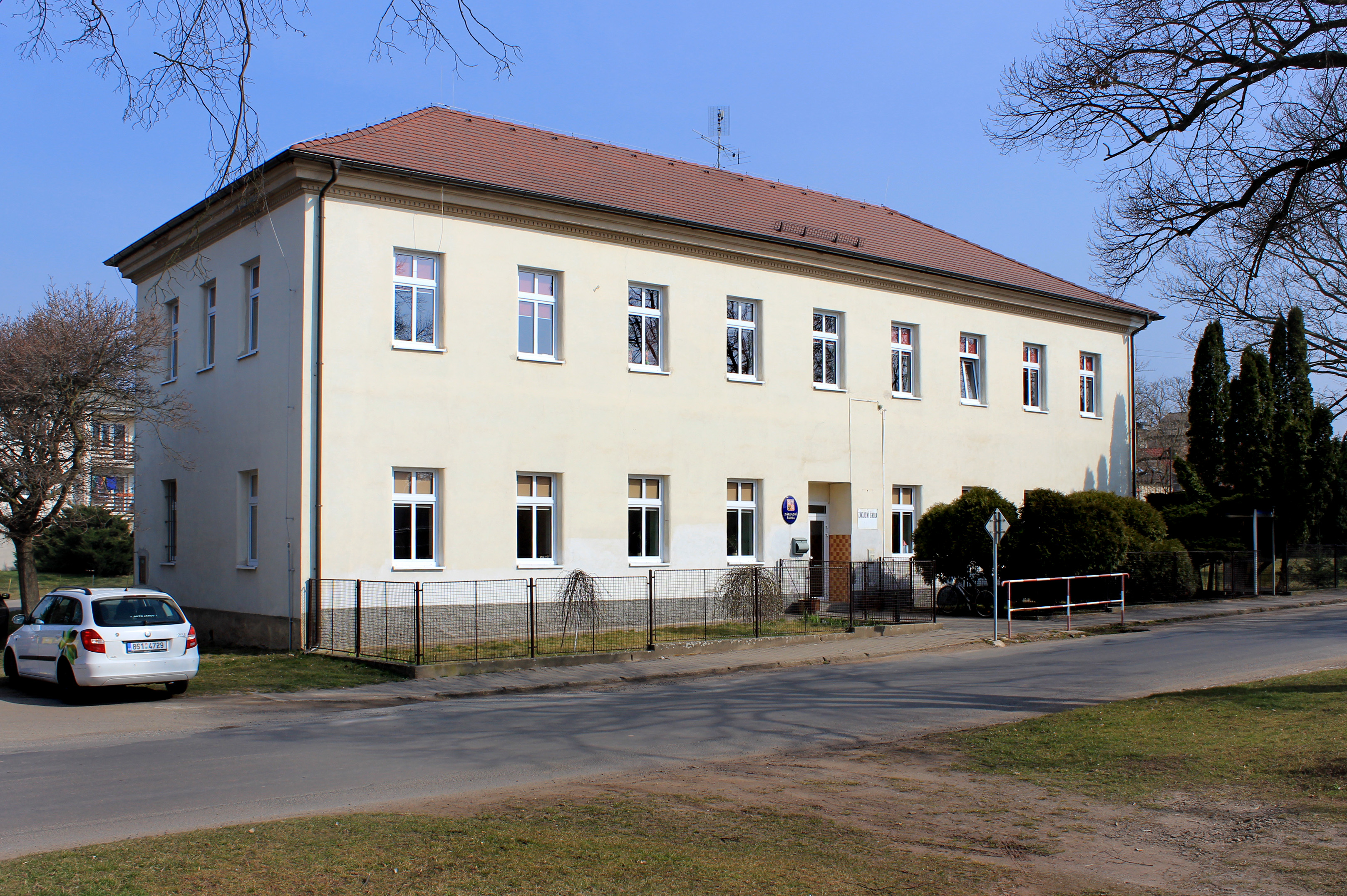
Basisschool in Chrášťany
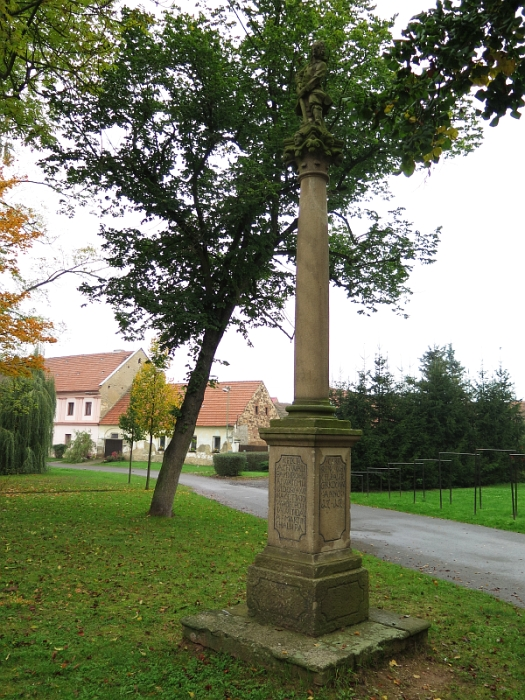
Standbeeld van Sint Alois bij het dorpsplein
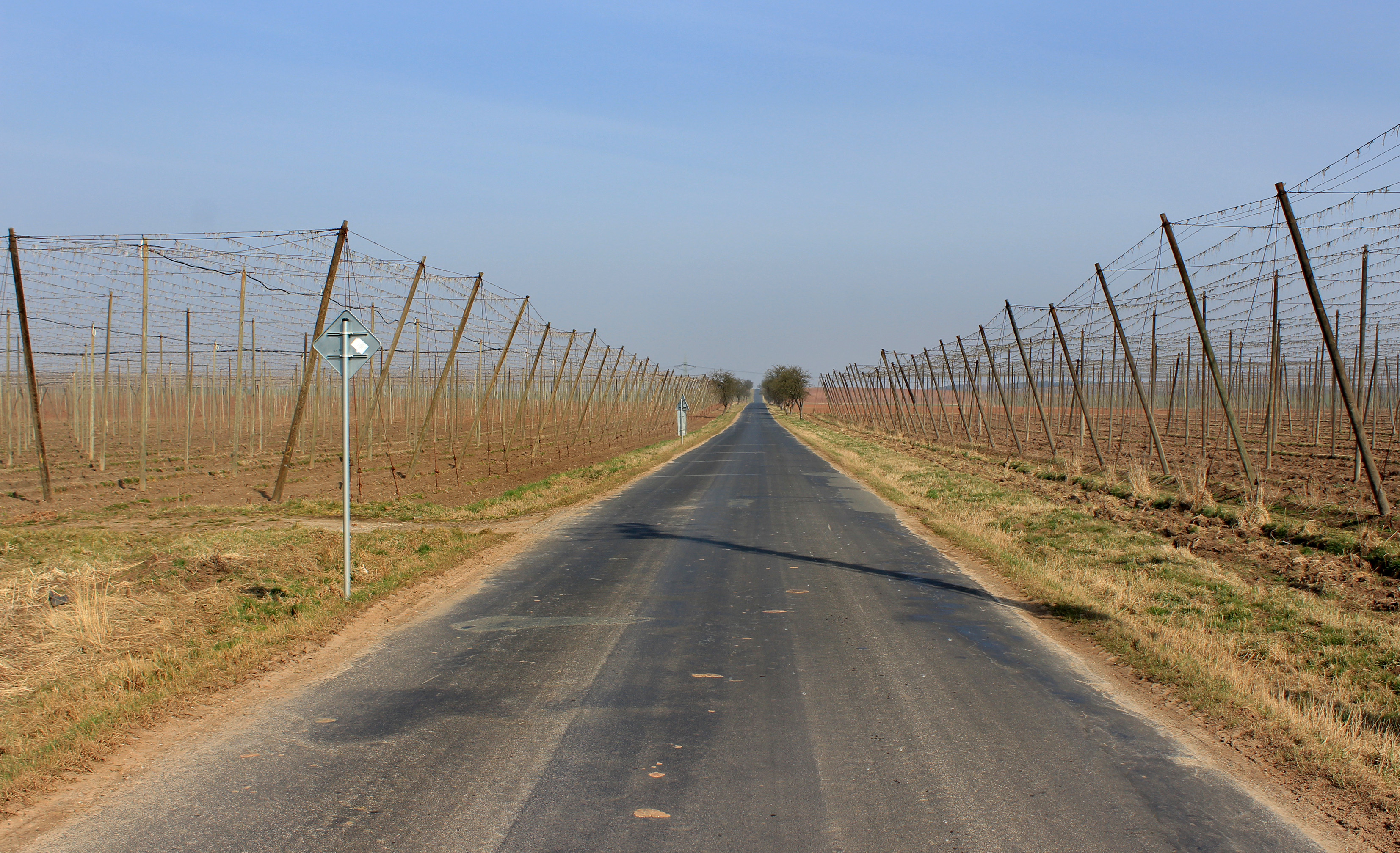
Hopboerderij aan de noordkant van het dorp
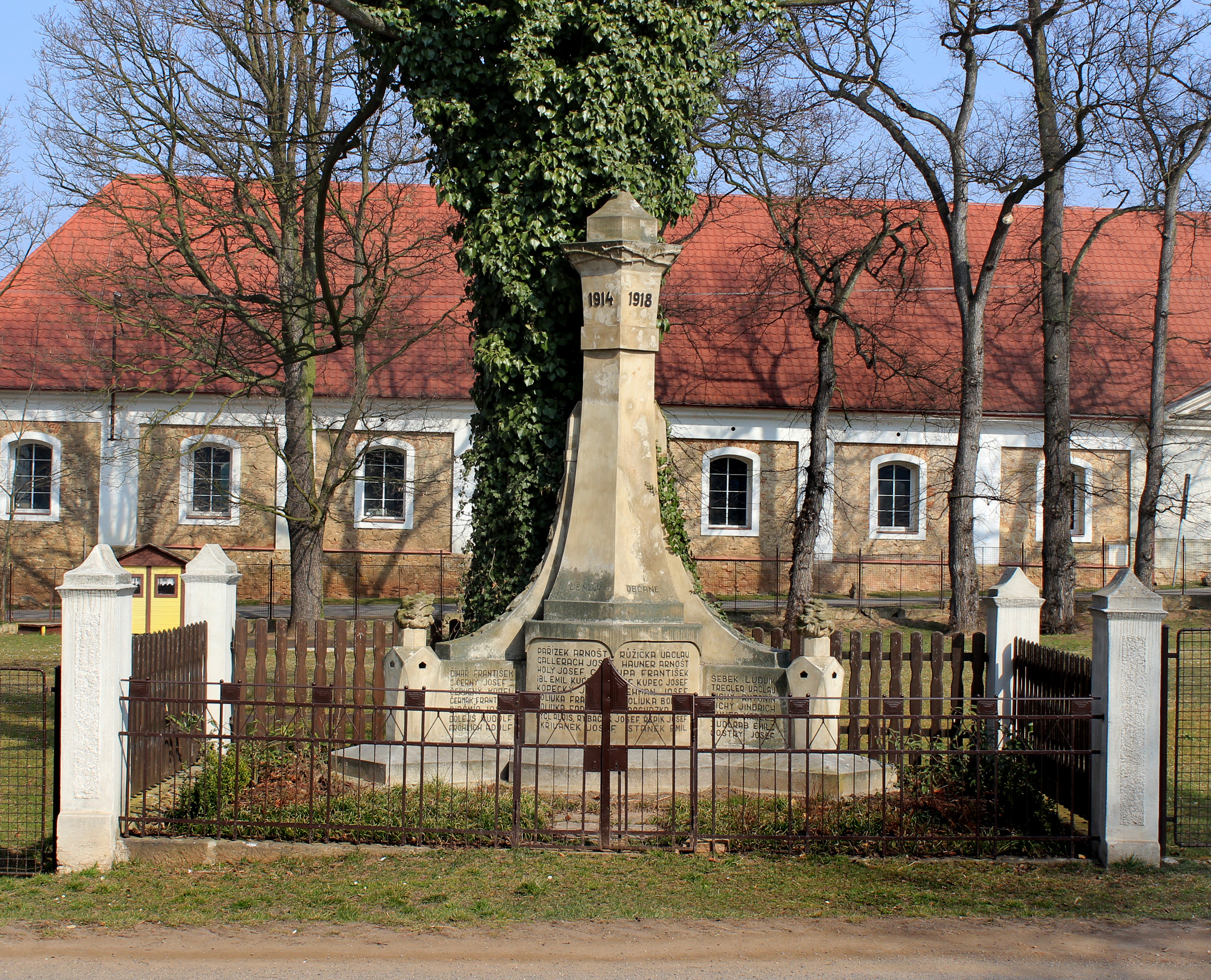
Monument voor de slachtoffers van de Eerste Wereldoorlog
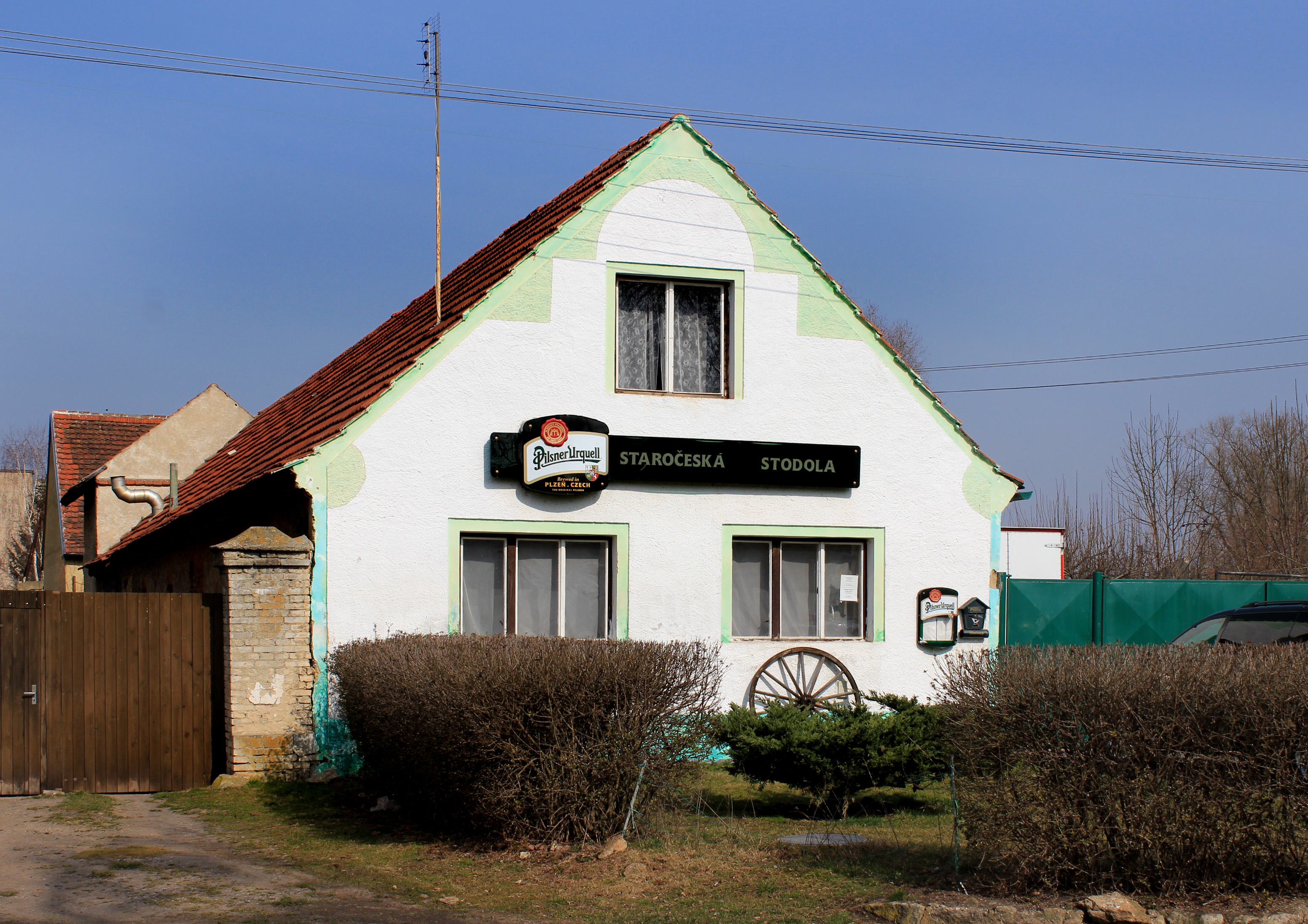
Restaurant in Chrášťany